# Pfarrkirche Maria Magdalena (Völkermarkt)

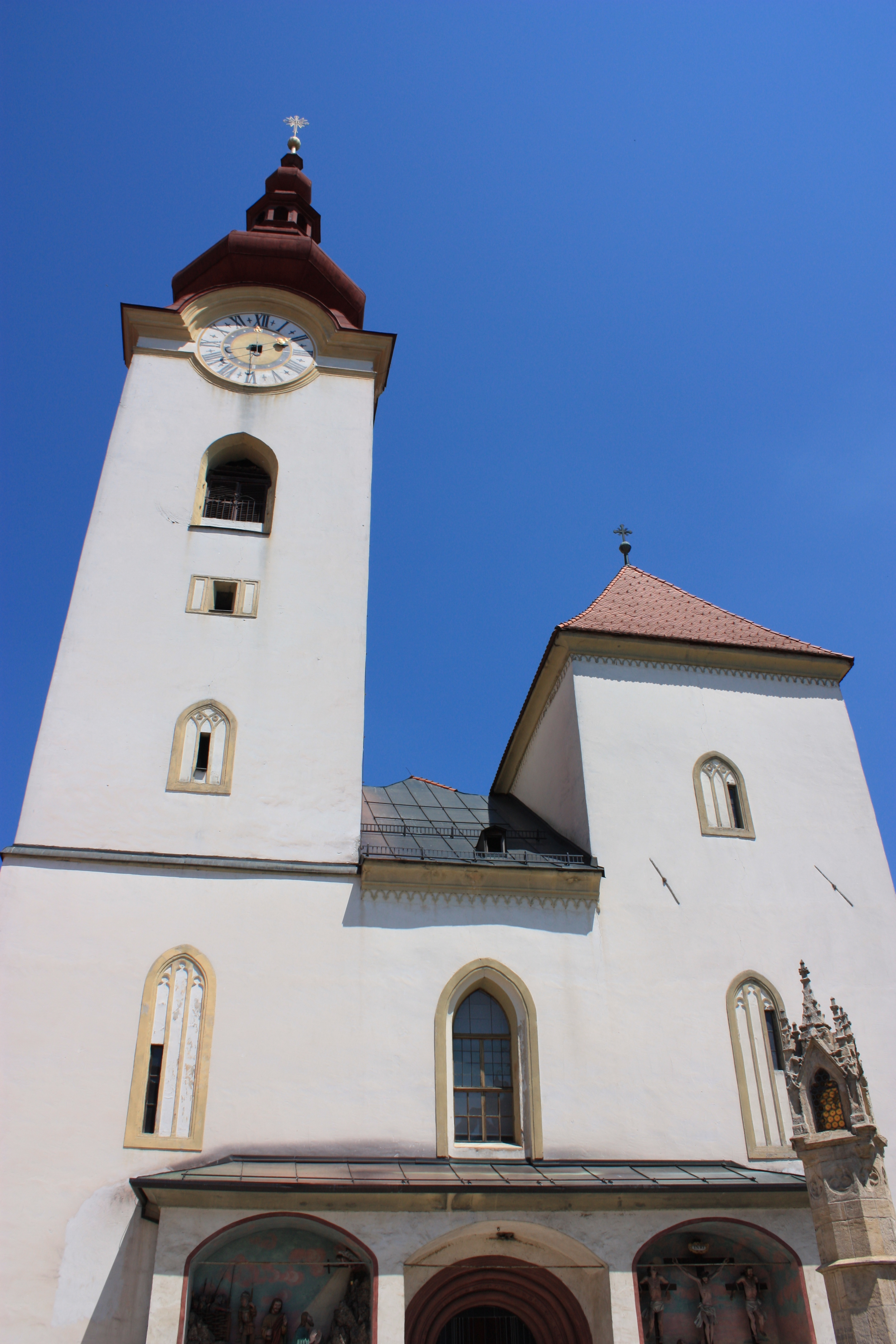

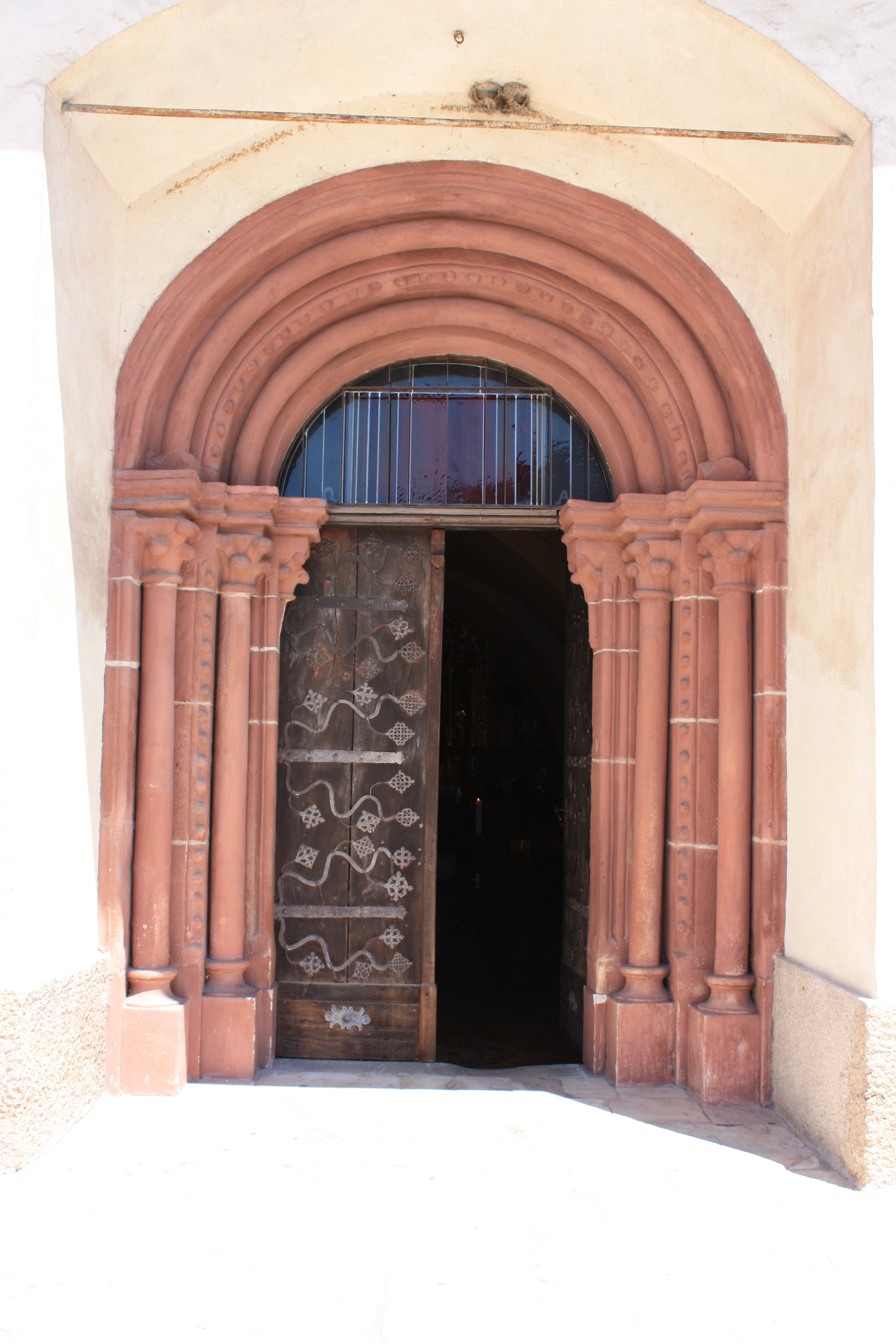
Westportal

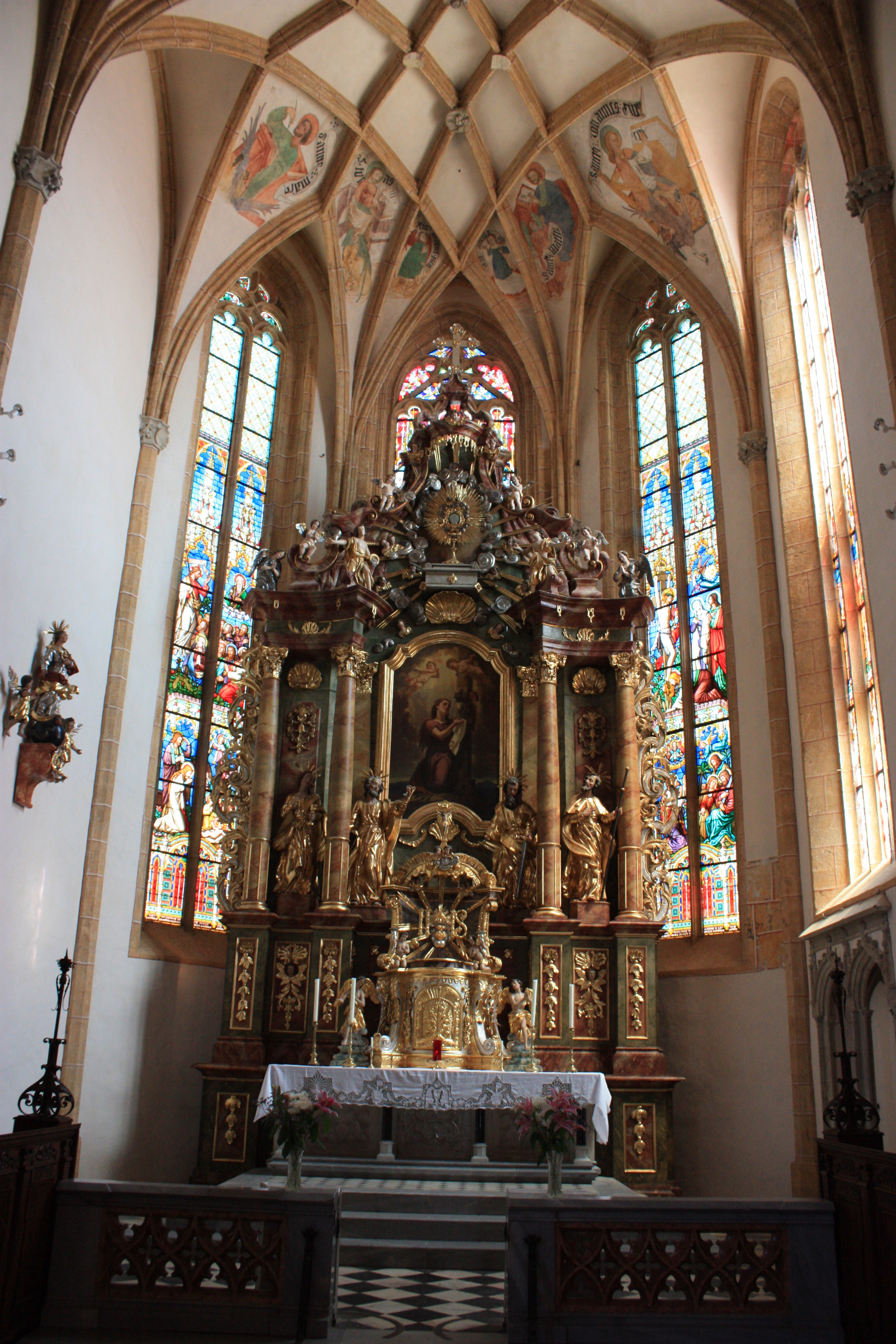
Hochaltar

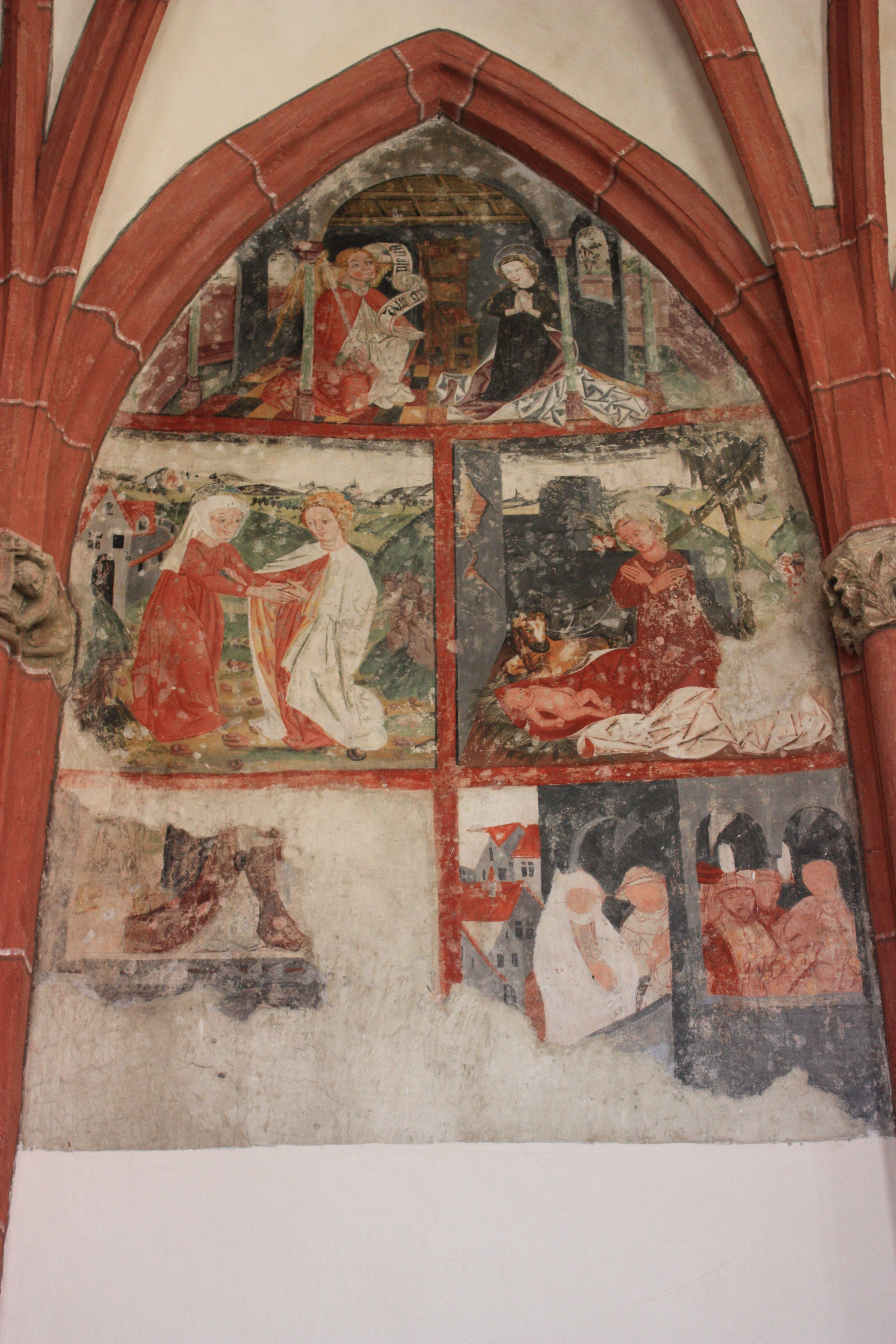
Fresko: Szenen aus dem Marienleben

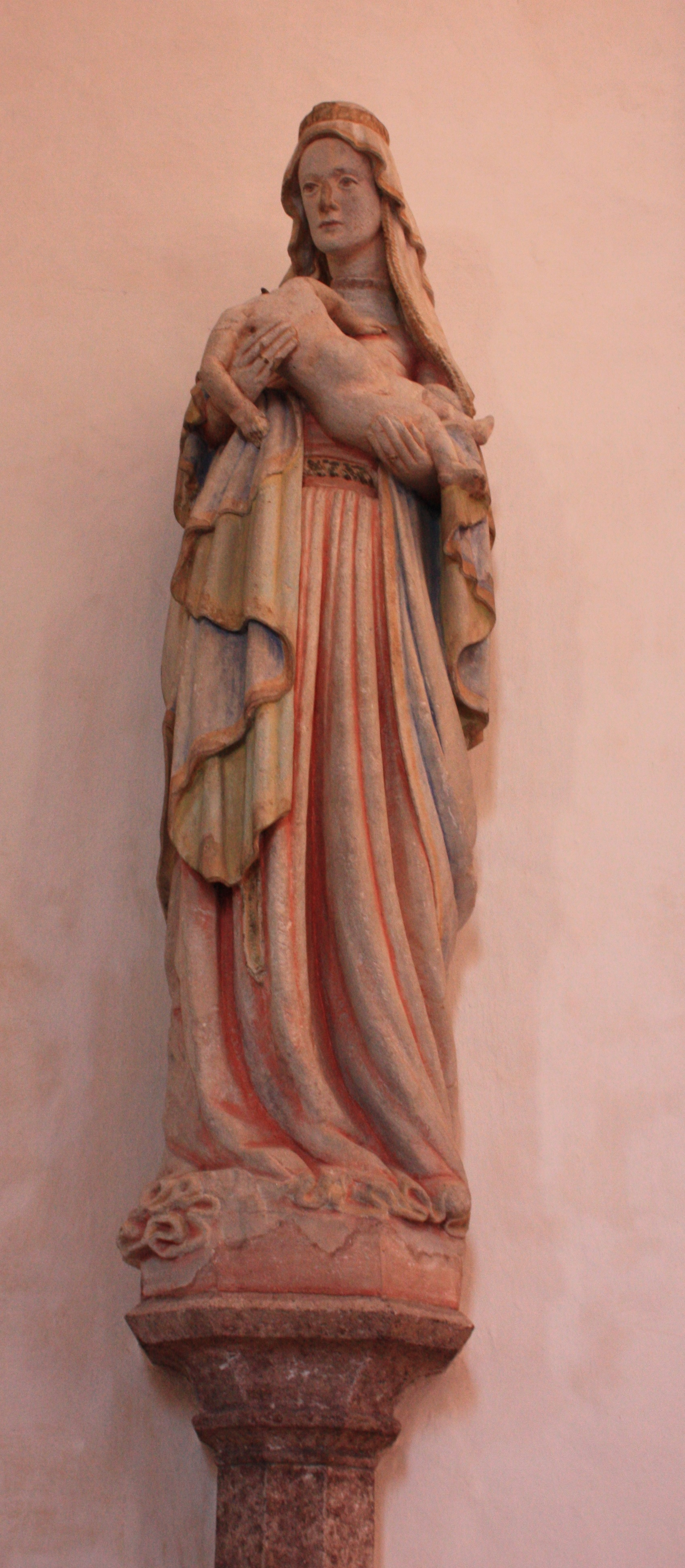
Madonna

Die Stadtpfarrkirche in Völkermarkt ist der heiligen Maria Magdalena geweiht.

## Geschichte
Der Salzburger Erzbischof Eberhard II. gründete 1231 ein Kollegiats-Kapitel mit einem Propst und zwölf Kanonikern. Das Kapitel war zunächst in St. Ruprecht angesiedelt und wurde später an die Stadtpfarrkirche verlegt. 1240 wurde der Grund für die Kirche gekauft.
1463 wird Völkermarkt erstmals als Pfarre erwähnt. Zu dieser Zeit amtierte (1437–1473) als hiesiger Stiftspropst der Augsburger Patriziersohn Ulrich Langenmantel vom Sparren. Er dotierte 1464 in seiner Heimatstadt die erste Studienstiftung.
Die Kirche wurde 1308, 1637, 1665 und 1830 durch Brand, 1690 durch Erdbeben beschädigt. Eine Krypta und ein Karner, die 1640 als „Sacelleum sancti Michaelis“ genannt wurden, wurden 1784 abgetragen.

## Bauwerk

### Außen
Die große dreischiffige Kirche ist im Kern ein spätromanischer Bau der in der zweiten Hälfte des 15. Jahrhunderts gotisch verändert wurde. Vom Bau des 13. Jahrhunderts ist der Westteil sowie der Kern der beiden Westtürme erhalten. Der nördliche Turm besitzt spitzbogige Schallöffnungen und einen barocken Zwiebelhelm. Der südliche Turm wurde beim Erdbeben 1690 zum großen Teil zerstört, reicht heute nur noch bis zur Höhe des Kirchendaches und schließt mit einem Pyramidenhelm ab. Die Westfassade wurde 1844 restauriert, das neugotische Dekor wurde bei einer späteren Restaurierung (1949 bis 1952) entfernt. Der dreiachsige Vorbau besteht aus einem spätromanischen Portal und zwei großen seitlichen Nischen. Das mehrfach abgetreppte Trichterportal mit zwei eingestellten Säulenpaaren mit Kelchknospenkapitellen und Rosettenornamentik im Gewände entstand zwischen 1240 und 1247. Die Türflügel sind mit gotischen Beschlägen in Form von Kreuzblattranken ausgestattet. In der linken Nische ist eine spätgotische Ölberggruppe aufgestellt, die um 1480 entstand. In der rechten Nische steht eine barocke Kreuzigungsgruppe aus dem 18. Jahrhundert. An den Langhausseitenwänden befinden sich zwei Spitzbogenportale, im Süden die sogenannte Mesnertüre aus dem 16. Jahrhundert und im Norden ein Portal aus der zweiten Hälfte des 15. Jahrhunderts, das innen durch den Vierzehn-Nothelfer-Altar verstellt wird.
Die Kirche zeigt sich als Staffelchoranlage, deren Seitenchöre etwas breiter als die Seitenschiffe sind. Östlich des Nordchores ist die Sakristei angebaut. Der südliche Seitenchor, die Marienkapelle, ist der älteste gotische Bauteil aus dem 14. Jahrhundert. Dieser Chor mit Sohlbank und schlanken, profilierten Stützen, die sich kurz vor der oberen Beendigung zuspitzen, ist wesentlich niedriger als der Hauptchor. Der stark vorspringende barocke südliche Kapellenanbau besitzt einen polygonalen Schluss. Östlich des Südturmes führt ein gotischer Treppenturm zur ehemaligen gotischen Empore. Das Langhaus wird durch dreistufige Strebepfeiler gestützt. Die Spitzbogenfenster mit Maßwerk sind am Chor  mit Rundstäben und Rahmen mit Kehlen reich geschmückt. Am Südturm befindet sich die Grabplatte des Rihart († 1507) und der Afra († 1508) Samering mit einer Darstellung des Gekreuzigten umrahmt von einer Inschrift. An der Westwand des Nordturms finden sich zwei Grabplatten, die der Maria Helena († 1750), Gattin des Georg Pastergg, und die der Maria Sophie († 1771), Gattin des Johannes Niklaus Kögl.

### Innen
Das kreuzrippengewölbte, quadratische Eingangsjoch zwischen den beiden Türmen ist der älteste Bauteil der Kirche. Daran schließt eine dreischiffige, vierjochige Staffelhalle an. Das Sternrippengewölbe mit Zwischenjochrauten im Mittelschiff entstand zwischen 1473 und 1493 und wurde im 19. Jahrhundert nach dem Brand von 1830 erneuert. Die Westempore im Mittelschiff stammt aus dem 19. Jahrhundert, sie ist kreuzrippenunterwölbt und nach allen vier Seiten durch Spitzbögen geöffnet. Die gotische Emporenbrüstung ist mit Vierpässen geschmückt. Das Mittelschiff öffnet sich durch Scheidbögen auf achteckigen Pfeilern zu den Seitenschiffen. Über dem zweijochigen Chor mit 5/8-Schluss erhebt sich ein feinmaschiges Netzrippengewölbe, das 1715 teilweise erneuert wurde. Vier reliefierte Schlusssteine stellen Engel mit Leidenswerkzeugen dar. Ein profiliertes spätgotisches Kielbogenportal mit Fialen, Kreuzblumen und Krabben an der Chornordwand führt in die Sakristei. An der Chorsüdwand befindet sich eine Sessionsnische, die oben durch zwei Eselsrückenbogen mit Fialen und  Krabben abgeschlossen wird.
Das nördliche Seitenschiff ist sternrippengewölbt. Der breitere zweijochige Seitenchor mit geradem Schluss öffnet sich mit einem Scheidbogen zum Hauptchor. Über dem Seitenchor erhebt sich ein Netzrippengewölbe mit figuralen und vegetabilen Kapitellen.
Das südliche Seitenschiff wird von Sternrippen mit Zwischenjochrauten überwölbt. Ein Spitzbogen verbindet das Seitenschiff mit dem kapellenartigen, zweijochigen Chor mit Fünfachtelschluss. In diesem Seitenchor ruht ein einfaches Sternrippengewölbe auf Diensten mit figural und vegetabil gestalteten Kapitellen aus der Mitte des 14. Jahrhunderts. Ein Rundbogen öffnet den südlichen Seitenchor zum Hauptchor. Dieser Rundbogen wird durch einen Mittelpfeiler, der sich gabelt, in zwei spitzbogige Öffnungen geteilt. Am Kämpfer der vom Hauptchor in den südlichen Nebenchor führenden Bogenöffnung ist ein Figurenpaar in Form von Atlanten zu sehen, welches aus der Mitte des 13. Jahrhunderts stammt und die älteste figurale Darstellung in der Kirche ist.
Die am südlichen Seitenschiff angebaute barocke Kreuzkapelle ist vermutlich die 1619 genannte Taufkapelle.

### Wandmalereien
In den Gewölbekappen des Chorschlusses sind die Verkündigung an Maria und die vier Evangelisten dargestellt. Im Gewölbe der Seitenschiffe sind vier Engel mit den Leidenswerkzeugen Christi, Heiligendarstellungen sowie Blattwerk und Blumen zu sehen. Alle diese Malereien entstanden um 1480. Im nördlichen Nebenchor sind in illusionistischer Rahmenarchitektur die heiligen Maria, Barbara, Katharina sowie der Stifter Propst Conrad wiedergegeben. Diese stark beschädigten Fresken sind mit 1460 bezeichnet und werden dem Meister einer Völkermarkter Werkstätte zugeschrieben. An der Nordwand des dritten Joches findet sich eine Kreuzigung aus der zweiten Hälfte des 16. Jahrhunderts. An der  nördlichen Seitenschiffwestwand sind Wandmalereireste erhalten. An der westlichen Abschlusswand befindet sich ein spätgotisches Fresko mit einem Barbara-Zyklus. Im südlichen Nebenchor sind fünf nach 1500 entstandene Szenen aus dem Marienleben über einem Wandmalereizyklus aus der ersten Hälfte des 15. Jahrhunderts gemalt. Vom älteren Fresko sind die Konturen einer Mariengestalt zu erkennen. Im südlichen Seitenschiff befindet sich an der Ostwand eine Schutzmantelmadonna und an der Südwand ein Christophorusfresko aus der zweiten Hälfte des 15. Jahrhunderts. Die Darstellung des Marientodes in der südlichen Eingangshalle aus dem dritten Viertel des 14. Jahrhunderts wurde 1953 freigelegt. Die Kreuzigungsszene am nördlichen Schildbogen vom Ende des 14. Jahrhunderts ist schlecht erhalten.  Die Deckenbilder in der Kreuzkapelle, die die Kreuzigung und Auferstehung Christi darstellen, entstanden um 1900.

### Glasmalereien
Die neugotischen Glasmalereien im Chor wurden 1895–1897 von der Glasmalereianstalt Dr. Jele und Neuhauser in Innsbruck ausgeführt. Im zweibahnigen Chorostfenster ist ein Stifter mit heiligem Kreuz und flammendem Herz dargestellt. Im nördlichen Chorfenster sind das Pfingstwunder und die Geburt Christi wiedergegeben. Das südöstliche Fenster zeigt die Kreuzigung Christi und die Ölbergszene. Im südlichen Fenster sind die Bischöfe Rupert, Modestus und Virgilius abgebildet. Die Fenster im Südchor sind mit ornamentaler Glasmalerei geschmückt.

## Ausstattung

### Hochaltar
Der barocke Hochaltar wurde um 1730 geschaffen. Der Altar mit seitlich vorgestellten Säulen und Baldachinaufsatz war der ehemalige Seitenaltar, der 1949 für den Hauptchor adaptiert wurde. Das Altarblatt mit der Maria Magdalena unter dem Kreuz wurde 1950 von Toni Hafner gemalt. Die barocken Schnitzstatuen stellen die Apostel Johannes, Petrus, Paulus und Jakobus den Älteren dar. Den Altaraufsatz bildet eine Monstranz.

### Rosenkranzaltar
Der Marien- bzw. Rosenkranzaltar im nördlichen Nebenchor mit seitlich hervortretenden Säulen und konkav ausschwingendem Gebälk wurde 1735 von Anton Josef Schludermann und seiner Gattin gestiftet. Die thronende Madonna mit Kind im Schrein wird von Medaillons mit Darstellungen der Rosenkranzgeheimnisse umrahmt. Innerhalb der Nische stehen die Statuen der Heiligen Anna und Elisabet, außerhalb die der Heiligen Josef und Joachim. Über dem Aufsatz befindet sich ein Marienmonogramm im Strahlenkranz. Den Abschluss des Altars bildet ein Schutzengelbild. Das bemalte Antependium gibt den Marientod wieder.

### Kreuzaltar
Der Kreuzaltar in der südlichen Seitenkapelle vom Ende des 17. Jahrhunderts ist ein Ädikulaaltar über hohem Sockel mit gesprengtem Segmentgiebel und Akanthuskartusche, Säulenschäften mit Fruchtgehängen und seitlichen Ohren mit Akantusranken. Der Altar trägt ein monumentales, spätgotisches Kruzifix, flankiert von den barocken Assistenzfiguren heilige Maria und Johannes. Im Aufsatzbild ist Gottvater dargestellt.

### Vierzehn-Nothelfer-Altar
Der Vierzehn-Nothelfer-Altar an der Wand des nördlichen Seitenschiffes wurde um 1770 geschaffen. Der Altar mit schlichtem Aufbau und weicher Rocailleverzierung zeigt am Altarblatt von 1690 die Vierzehn Nothelfer. Seitlich stehen zwei barocke Statuen des heiligen Nikolaus und Rupertus. Der Aufsatz zeigt die Muttergottes mit Kind. Umgeben wird dieses Bild von drei Engeln mit den Symbolen der christlichen Tugenden.

### Apostel-Altar
Der Apostel-Altar mit barockem Erscheinungsbild am ersten linken Mittelschiffpfeiler stammt aus der zweiten Hälfte des 18. Jahrhunderts. Das Altargemälde zeigt die Aussendung der Apostel. Die spätbarocken Seitenstatuen stellen die Apostel Andreas und Judas Thaddäus dar.  Das Aufsatzbild zeigt die Bekehrung Pauli.

### Kanzel

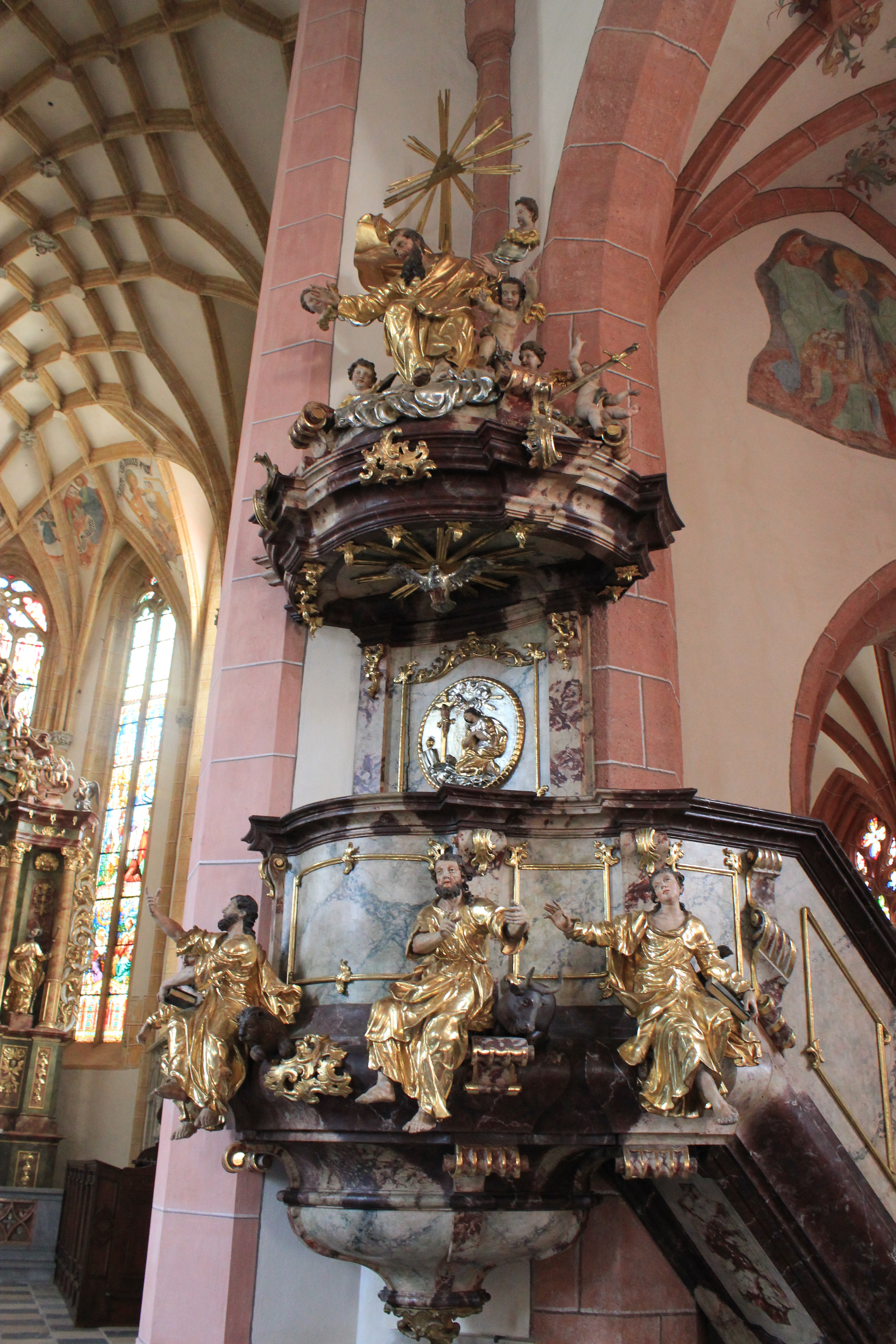
Kanzel

Die Kanzel wurde laut Inschrift 1769 gestiftet und wird Michael Zill zugeschrieben. Die Fassung wurde von Johann Peter Marx durchgeführt. An der Brüstung des Kanzelkorbes sitzen die Statuen der vier Evangelisten. Die Rückwand bildet ein Metallrelief-Tondo mit der Darstellung der Maria Magdalena. Auf dem Schalldeckel steht die Figur des Apostels Paulus von fünf Putten umgeben. Den Abschluss bildet das Auge Gottes in einem Strahlenkranz. An der Unterseite des Schalldeckels ist eine Heilig-Geist-Taube angebracht. An der Korbinnenseite befindet sich ein Chronogramm, dessen Inschrift „MathIas VaLentIn PaCher hat Diese Fächer KanzeL hierher neV aVfsetzen Lassen“ die Jahreszahl „1769“ ergibt.

### Madonna
Im südlichen Seitenschiff steht eine bemerkenswerte, gotische Steinmadonna aus der Mitte des 14. Jahrhunderts. Dem Jesuskind fehlt der Kopf, der Madonna wurde ein neuer Kopf hinzugefügt. Der ursprüngliche Aufstellungsort der Skulptur war das im 19. Jahrhundert aufgelöste Augustiner-Eremitenkloster. Der Legende nach wurden der Skulptur 1560 von Protestanten die Köpfe abgeschlagen und im Klosteracker vergraben. Der Vorfall ist einer der wenigen Fällen von reformatorischem Bildersturm in Kärnten.

### Skulpturen
Im Chor sind die Konsolstatuen der Maria Immaculata, des heiligen Johannes Nepomuk und ein Schmerzensmann aus der ersten Hälfte des 18. Jahrhunderts aufgestellt.
Im südlichen Nebenchor steht eine um 1420 im weichen Stil geschaffene spätgotische Pietà aus Stein.
Die Konsolfiguren der Heiligen Maria und Josef an der Westseite der Kreuzkapelle stammen aus der ersten Hälfte des 18. Jahrhunderts, die Statue des Antonius von Padua ist mit 1628 bezeichnet.

### Bilder
An der Chorsüdwand hängt ein großes Leinwandbild von 1796 mit dem heiligen Florian, der Madonna und der Heiligen Dreifaltigkeit als Beschützer der Stadt Völkermarkt vor Feuer.
An der Wand des nördlichen Nebenchores hängt ein Ölgemälde des heiligen Johannes Nepomuk aus der zweiten Hälfte des 18. Jahrhunderts.
Im südlichen Nebenchor ist das Ölgemälde mit dem Tod des heiligen Franz Xaver zu sehen. Ein weiteres Leinwandbild zeigt den heiligen Ignatius von Loyola.

### Orgel
Die Orgel wurde 1998 von Francesco Zanin aus Udine gebaut. Die mechanische Schleifladenorgel besitzt in Hauptwerk, Brustwerk, Rückpositiv und Pedaltürmen 2500 Pfeifen, verteilt auf 36 Register, entsprechend drei Manuale und Pedal.

### Gestühl
Das Chorgestühl ist mit 1675 bezeichnet, das Ratsherrengestühl im nördlichen Seitenschiff stammt aus der zweiten Hälfte des 17. Jahrhunderts.

### Grabdenkmäler
Als bemerkenswerte Grabdenkmäler sind der Portraitgrabstein des Propstes Georg Marko († 1672), der Grabstein der Martha Mager († 1559) in der Eingangshalle und der Grabstein des Ulrich Pfinzings, welcher von 1515 bis 1530 Abt von St. Paul war, zu nennen.

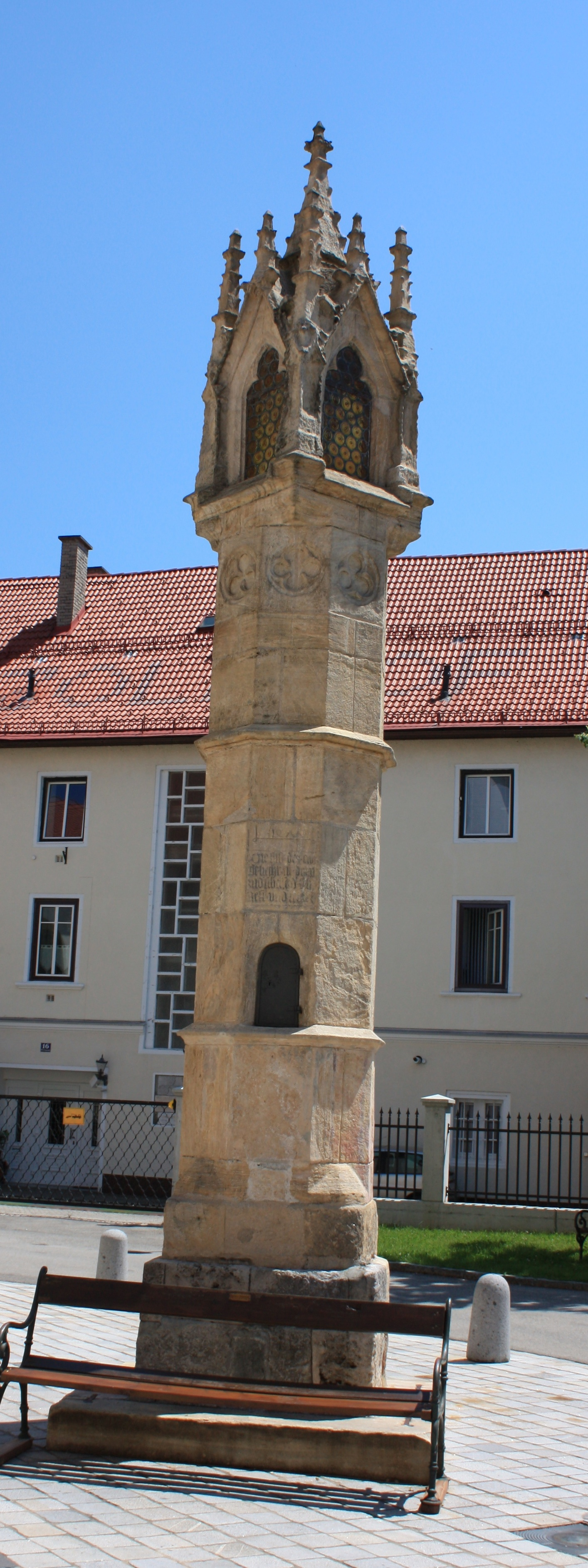
Gotische Lichtsäule

## Lichtsäule
Die spätgotische Lichtsäule vor der West-Fassade der Stadtpfarrkirche ist mit 1477 bezeichnet. Sie ist eine Stiftung der Bruderschaft der Schuster und Lederer. Sie besteht aus einem hohen achteckigen Schaft, einem Lichthäuschen mit krabbenbesetzten Giebeln und Eckfialen.